# Harelbeke
Harelbeke és una ciutat de Bèlgica, situat al marge del riu Leie a la província de Flandes Occidental, que forma part de la regió flamenca. El 2007 tenia uns 26.000 habitants.

## Geografia
La ciutat d'Harelbeke és el resultat de la fusió de tres municipis a ambdós costats del Leie el 1977. El nucli de Stasegem sempre va fer part de la ciutat. Al segle xix un braç nou va excavar-se al sud del llit antic del riu per a facilitar la navegació.
Des del segle xix la indústria tèxtil va créixer (lli, catifes, moqueta, molins, enginyeria, indústria del plàstic, mecànica…). El canal Kortrijk-Bossuit (1861) que passa a Stasegem i els ferrocarrils Gant-Kortrijk i Kortrijk-Brussel·les van estimular l'adveniment de moltes indústries. La ciutat força obrera per molt de temps va ser un bastió vermell que contrastava molt amb la ciutat veïna Kortrijk, catòlica i burgesa. Als anys setanta del segle passat, l'autopista E17 Anvers-Beaune va donar un impuls nou a l'activitat econòmica.

### Nuclis

Mapa de la ciutat

| nucli                                    | superfície (km²) | habitants (01/01/2006) |
| ---------------------------------------- | ---------------- | ---------------------- |
| I Harelbeke IV Stasegem codi postal 8530 | 14,57            | 18.918                 |
| II Bavikhove codi postal 8531            | 6,69             | 3.835                  |
| III Hulste codi postal 8531              | 7,86             | 3.417                  |

## Història

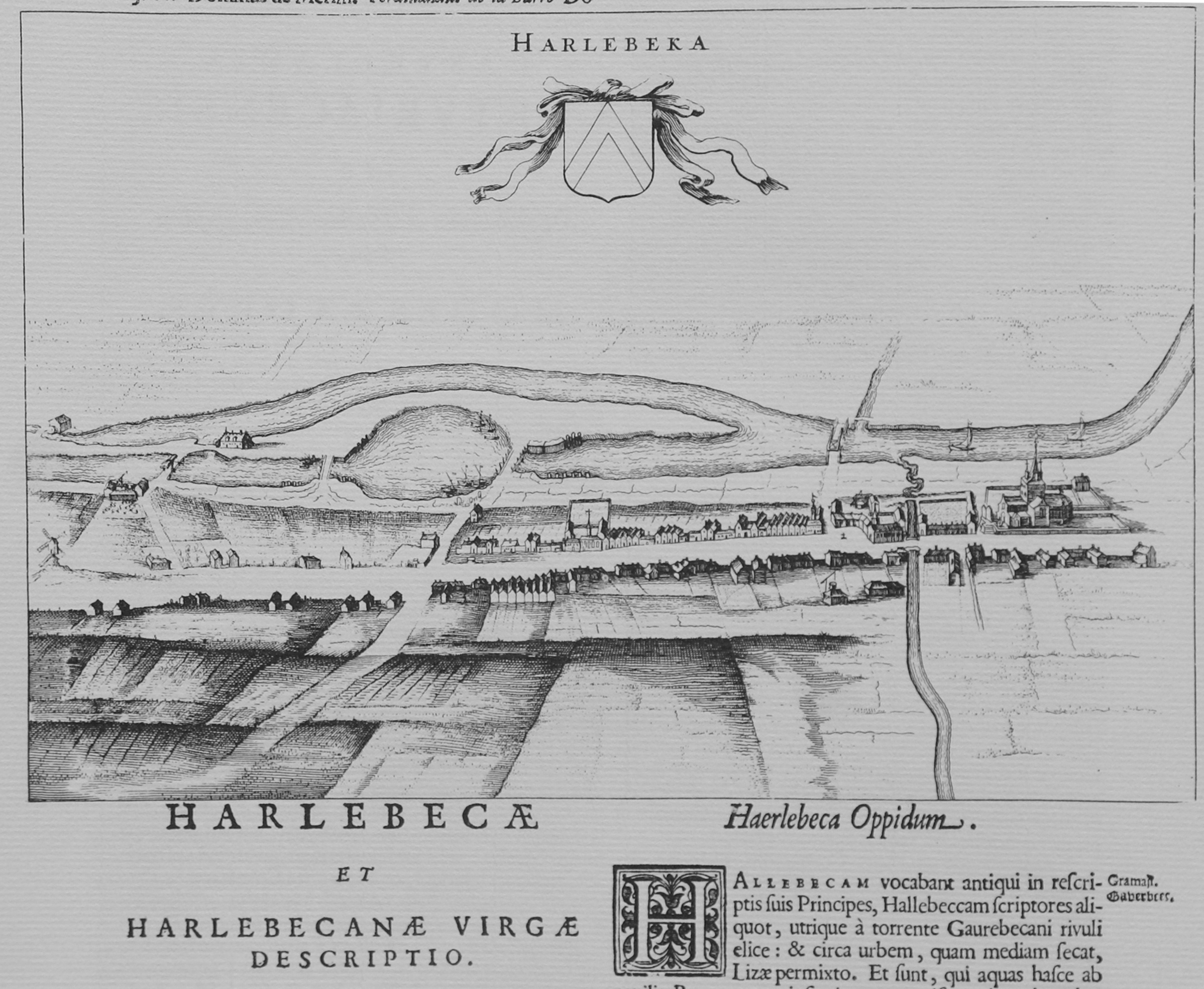
Harelbeke al 1641
A la mateixa planxa, el nom s'escriu
Harlebeka
Harlebeca
Hallebeca
Haerlebeca

Harelbeke es va crear a una riba seca i arenosa del Leie, a la desembocadura d'un rierol Arendsbeek. S'han trobat vestigis d'haver estat habitat des de fa gairebé deu mil anys i també d'un poble romà.
La ciutat tenia una residència del comte de Flandes i una església capitular. La situació al marge d'un riu navegable i al camí de Kortrijk a Gant va estimular el desenvolupament comercial i industrial. A l'edat mitjana tenia el privilegi de tenir un mercat i un patent per a la fabricació de drap.

## Monuments, museus i curiositats
- L'església Sant Salvador
- L'antiga estació d'Harelbeke del ferrocarril Gent-Kortrijk
- El cementiri de guerra anglès
- El museu Peter Benoit i la seva casa natal
- El museu de les pipes i del tabac
- El domini provincial "De Gavers"
- El parc natural del "Oude Leiearm" …

## Fills predilectes d'Harelbeke
- Peter Benoit (1834-1901): músic, pedagog musical i compositor
- Jan Bucquoy (1945-…): Artista anarquista i director d'escena dels films La vie Sexuelle des Belges i Camping Cosmos.
- Jan Decadt (1914-1995): Compositor
- Roland Coryn (1938-…): compositor i músic
- Paul Vandebuerie (1922-…): compositor
- Marc Bourry (1928-1984): polític i antic burgmestre de la ciutat
- Pierre Lano: polític i empresari
- Jacobus Vaet (segle xvi) compositor i madrigalista.